# Jule Schneider
Jule Schneider (* 13. Februar 1986 in Bretten) ist eine deutsche Volleyballspielerin.

## Karriere
Schneider begann ihre sportliche Karriere bei ihrem Heimatverein TV Bretten. Noch in der Jugend wechselte sie zum SV Sinsheim. Später wurde sie in der Nachwuchsmannschaft des VC Olympia Berlin ausgebildet. Anschließend spielte die Libera bei den Bundesligisten  VfB 91 Suhl, SC Potsdam, WiWa Hamburg und TSV Sonthofen. 2008 kehrte sie nach Sinsheim zurück und schaffte in der ersten Saison den Aufstieg in die Bundesliga.